# Mercante cinese di tessuti
Mercante cinese di tessuti o Mercante cinese di stoffe è uno degli affreschi eseguiti da Giandomenico Tiepolo per la foresteria della Villa Valmarana "Ai Nani" di Vicenza. Si trova nella Stanza delle Cineserie.